# Puchar Europy Mistrzów Klubowych w piłce siatkowej (1979/1980)
Puchar Europy Mistrzów Krajowych 1979/1980 – 21. sezon Pucharu Europy Mistrzów Krajowych rozgrywanego od 1959 roku, organizowanego przez Europejską Konfederację Piłki Siatkowej (CEV) w ramach europejskich pucharów dla męskich klubowych zespołów siatkarskich „starego kontynentu”.

## Drużyny uczestniczące
| Państwo         | Drużyna                    |
| --------------- | -------------------------- |
| Albania         | Dinamo Tirana              |
| Belgia          | Ibis Kortrijk              |
| Czechosłowacja  | Červená hviezda Bratysława |
| Czechosłowacja  | Ruda Hvezda Praga          |
| Dania           | VKV Gladsaxe               |
| Finlandia       | NMKY Pieksämäki            |
| Francja         | Asnières Paryż             |
| Grecja          | Olympiakos Pireus          |
| Hiszpania       | Real Madryt                |
| Holandia        | Starlift Voorburg          |
| Jugosławia      | OK Modrica Tuzla           |
| Norwegia        | OSI Bergen                 |
| RFN             | Bayer 04 Leverkusen        |
| Szwecja         | Lidingö SK                 |
| Turcja          | Eczasibasi Stambuł         |
| Wielka Brytania | Kelly Girl                 |
| Węgry           | Csepel SC                  |
| Włochy          | Klippan Turyn              |

## Runda wstępna
| Data | Drużyna 1     | Wynik | Drużyna 2     | Sety |
| ---- | ------------- | ----- | ------------- | ---- |
|      | Klippan Turyn | 3:2   | Dinamo Tirana |      |
|      | Dinamo Tirana | 2:3   | Klippan Turyn |      |
|      |               |       |               |      |
|      | OSI Bergen    | 1:3   | Gladsaxe      |      |
|      | OSI Bergen    | 3:1   | Gladsaxe      |      |
|      |               |       |               |      |
|      | Real Madryt   | 3:1   | Asniers Paryż |      |
|      | Asniers Paryż |       | Real Madryt   |      |

## Faza finałowa

### Runda 1/8
| Data  | Drużyna 1                  | Wynik | Drużyna 2                  | Sety                    |
| ----- | -------------------------- | ----- | -------------------------- | ----------------------- |
| 9.12  | Klippan Turyn              | 3:0   | Lidingö SK                 |                         |
| 16.12 | Lidingö SK                 | 0:3   | Klippan Turyn              |                         |
|       |                            |       |                            |                         |
| 9.12  | Červená hviezda Bratysława | 3:1   | Ibis Kortrijk              |                         |
| 16.12 | Ibis Kortrijk              |       | Červená hviezda Bratysława |                         |
|       |                            |       |                            |                         |
| 9.12  | Starlift Voorburg          | 0:3   | Ruda Hvezda Praga          |                         |
| 16.12 | Ruda Hvezda Praga          | 3:0   | Starlift Voorburg          |                         |
|       |                            |       |                            |                         |
| 9.12  | Gladsaxe                   | 0:3   | Asniers Paryż              |                         |
| 16.12 | Asniers Paryż              | 3:0   | Gladsaxe                   |                         |
|       |                            |       |                            |                         |
| 9.12  | Eczasibasi Stambuł         | 3:0   | Kelly Girl                 |                         |
| 16.12 | Kelly Girl                 |       | Eczasibasi Stambuł         |                         |
|       |                            |       |                            |                         |
| 9.12  | OK Modrica Tuzla           | 3:0   | Bayer Leverkusen           |                         |
| 16.12 | Bayer Leverkusen           | 0:3   | OK Modrica Tuzla           |                         |
|       |                            |       |                            |                         |
| 9.12  | NMKY Pieksämäki            | 3:0   | Real Madryt                |                         |
| 16.12 | Real Madryt                | 3:1   | NMKY Pieksämäki            |                         |
|       |                            |       |                            |                         |
| 9.12  | Csepel Budapeszt           | 3:0   | Olympiakos Pireus          |                         |
| 16.12 | Olympiakos Pireus          | 3:1   | Csepel Budapeszt           | 13:15, 15-5, 15-6, 15-6 |

### Ćwierćfinał
| Data  | Drużyna 1                  | Wynik | Drużyna 2                  | Sety |
| ----- | -------------------------- | ----- | -------------------------- | ---- |
| 09.02 | Ruda Hvezda Praga          | 3:0   | Klippan Turyn              |      |
| 16.02 | Klippan Turyn              | 3:0   | Ruda Hvezda Praga          |      |
|       |                            |       |                            |      |
| 09.02 | Asniers Paryż              | 0:3   | Červená hviezda Bratysława |      |
| 16.02 | Červená hviezda Bratysława | 3:0   | Asniers Paryż              |      |
|       |                            |       |                            |      |
| 09.02 | Eczasibasi Stambuł         | 3:0   | OK Modrica Tuzla           |      |
| 16.02 | OK Modrica Tuzla           |       | Eczasibasi Stambuł         |      |
|       |                            |       |                            |      |
| 10.02 | Csepel Budapeszt           | 1:3   | NMKY Pieksämäki            |      |
| 17.02 | NMKY Pieksämäki            | 3:1   | Csepel Budapeszt           |      |

### Turniej finałowy
Ankara
Wyniki
| Data  | Drużyna 1                  | Wynik | Drużyna 2                  | Sety                           |
| ----- | -------------------------- | ----- | -------------------------- | ------------------------------ |
| 07.03 | Klippan Turyn              | 3:1   | Eczasibasi Stambuł         | 15:4, 15:5, 11:15, 15:7        |
| 07.03 | Červená hviezda Bratysława | 3:1   | NMKY Pieksämäki            | 15:12, 15:5, 5:15, 15:9        |
|       |                            |       |                            |                                |
| 08.03 | Klippan Turyn              | 3:0   | NMKY Pieksämäki            | 17:15, 15:11, 15:11            |
| 08.03 | Červená hviezda Bratysława | 3:2   | Eczasibasi Stambuł         | 15:12, 15:7, 3:15, 13:15, 15:6 |
|       |                            |       |                            |                                |
| 09.03 | Klippan Turyn              | 3:0   | Červená hviezda Bratysława | 15:6, 15:3, 15:6               |
| 09.03 | Eczasibasi Stambuł         | 3:1   | NMKY Pieksämäki            | 15:8, 15:1, 10:15, 15:3        |

Tabela
| Lp. | Drużyna                    | Pkt | Mecze | Mecze | Mecze | Sety | Sety | Sety  |
| Lp. | Drużyna                    | Pkt | M     | W     | P     | wyg. | prz. | ratio |
| --- | -------------------------- | --- | ----- | ----- | ----- | ---- | ---- | ----- |
| 1   | Klippan Turyn              | 6   | 3     | 3     | 0     | 9    | 1    | 9.000 |
| 2   | Červená hviezda Bratysława | 5   | 3     | 2     | 1     | 6    | 6    | 1.000 |
| 3   | Eczasibasi Stambuł         | 4   | 3     | 1     | 2     | 6    | 7    | 0.857 |
| 4   | NMKY Pieksämäki            | 3   | 3     | 0     | 3     | 2    | 9    | 0.222 |

## Klasyfikacja końcowa
| Miejsce | Drużyna                    |
| ------- | -------------------------- |
| złoto   | Klippan Turyn              |
| srebro  | Červená hviezda Bratysława |
| brąz    | Eczasibasi Stambuł         |
| 4.      | NMKY Pieksämäki            |